# Tilly (Eure)
Tilly é uma comuna francesa na região administrativa da Normandia, no departamento de Eure. Estende-se por uma área de 12,35 km². Em 2010 a comuna tinha 591 habitantes (densidade: 47,9 hab./km²).